# Borup Kemi
Borup Kemi er en dansk virksomhed, der producerer husholdningskemikalier og rengøringsmidler.
Virksomheden er beliggende i Borup på Midtsjælland og blev etableret i 1908.
I 2008 havde virksomheden 50 ansatte og en omsætning på 200 millioner kr. I gennemsnit har danske husholdninger tre produkter fra Borup Kemi, og firmaet eksporterer også til udlandet.

## Historie
I 1908 grundlage Adolf Christiansen en kludehandel i en baggård på Nørrebro. Firmaet handlede med mange forskellige ting, men udviklede sig snart til i begyndelsen af 1930'erne hovedsageligt at opkøbe og rense tomme glasflasker for at sælge dem tilbage til producenterne.
I 1932 blev Christian Willers-Madsen ansat, og i 1948 købte han virksomheden af Adolf Christiansen. I 1959 skiftede firmaet navn til Farvehandlernes Aftapningscentral og på dette tidspunkt er man også gået over til at tappe egen produktion på flasker, som blev solgt til bl.a. farvehandlere. Tre år senere, i 1962, flyttede virksomheden til Borup på Midtsjælland, da faciliteterne på Nørrebro var blevet for trange. Man havde købt en gammel smedje, men allerede ti år efter måtte man udvide pga. pladsmangel.
Efter at Christian Willers-Madsen døde i 1978 overtog hans søn André Willers-Madsen. Han blev ansat i 1959 som flaskerenser og arbejdede sig op igennem firmaet.
I 1982 skifterøde virksomheden navn til Borup Kemi og de følgende år opkøbte man flere småvirksomheder og udvidede produktionen betragteligt.